# Bom Jesus da Serra
Pour les articles homonymes, voir Bom Jesus.
Bom Jesus da Serra est une municipalité brésilienne de l'État de Bahia et la microrégion de Vitória da Conquista.